# Yeasayer
Yeasayer är ett amerikanskt indiepopband från Brooklyn i New York. De har hittills släppt tre studioalbum, All Hour Cymbals, Odd Blood och Fragrant World.

## Historia
Första gången bandet fick uppmärksamhet var när de spelade på festivalen SXSW. Deras första singel var en dubbel A-sida med låtarna "2080" och "Sunrise". I slutet av 2007 släpptes debutalbumet All Hour Cymbals. Albumet togs emot väl av kritiker. 
Under våren 2008 turnerade de med MGMT och Man Man. De spelade även på flera festivaler runt om i Europa och Nordamerika, bland annat Hovefestivalen i Norge och Lollapalooza i Chicago.
Bandets andra album, Odd Blood, släpptes 2010. De sade själva under sommaren 2010 att de hade planer på att börja spela in ett nytt studioalbum i slutet av 2010.
Gruppens tredje album, Fragrant World, släpptes 2012.

## Diskografi
Studioalbum
- 2007 – All Hour Cymbals
- 2010 – Odd Blood
- 2012 – Fragrant World

Livealbum
- 2010 – Live at Ancienne Belgique
- 2013 – Good Evening, Washington D.C.

EP
- Daytrotter Session (Yeasayer EP) – Daytrotter Session

Singlar
- 2007 – Sunrise/2080
- 2007 – Wait for the Summer
- 2009 – Ambling Alp
- 2010 – O.N.E.
- 2010 – Madder Red
- 2011 – I Remember
- 2011 – End Blood
- 2012 – Henrietta
- 2012 – Longevity
- 2012 – Fragrant World / No Bones (Helado Negro Remix)
- 2012 – Reagan's Skeleton